# Pyralestes ragusai
Pyralestes ragusai is een vlinder uit de familie snuitmotten (Pyralidae). De wetenschappelijke naam is voor het eerst geldig gepubliceerd in 1922 door Turati.
De soort komt voor in Europa.